# Fredy (football, 1979)
Frederico Emanuel Tavares Martins dit Fredy, est un footballeur portugais né le 14 août 1979 à Estarreja.

## Palmarès
- Champion de Roumanie en 2008 avec le CFR 1907 Cluj